# Animator emitenta
Animator emitenta – członek giełdy lub podmiot działający za pośrednictwem członka giełdy, który na podstawie umowy z emitentem zobowiązuje się do podtrzymywania płynności obrotu danego instrumentu finansowego poprzez wystawianie na własny rachunek odpowiednich zleceń kupna i sprzedaży (a w pewnych sytuacjach wyłącznie kupna lub wyłącznie sprzedaży).

## Rozpoczęcie działalności animatora
Animator emitenta działa na podstawie umowy z emitentem instrumentu finansowego.

Umowa ta określa szczegółowe zasady działania animatora:
- animowany instrument finansowy lub papier wartościowy,
- okres pełnienia funkcji,
- informację czy animator ma wystawiać zlecenia stale czy w odpowiedzi na zapytania członków giełdy (dotyczy instrumentów pochodnych),
- minimalną wartość lub wielkość zlecenia,
- maksymalną różnicę między limitami najlepszych[2] zleceń kupna i sprzedaży,
- minimalny czas ważności zlecenia (tylko gdy animator odpowiada na zapytania).

Giełda może zobowiązać emitenta do podpisania umowy z animatorem.

## Zasady działania animatora

### Ograniczenia
- Zlecenia składane przez animatora nie mogą zawierać limitu aktywacji,
- Zlecenia z wielkością ujawnioną muszą mieć wielkość ujawnioną nie mniejszą niż ustalona minimalna wielkość zlecenia,
- Animator nie może dopuścić do zawarcia transakcji, w której będzie on jednocześnie kupującym i sprzedającym.

### Zwolnienie z funkcji
Giełda może zawiesić lub wypowiedzieć umowę z animatorem w przypadku naruszenia przez niego warunków umowy lub przepisów giełdy, jak również gdy wymaga tego bezpieczeństwo obrotu giełdowego.
Obowiązki animatora są także zawieszane w razie przekroczenia limitów:
- dziennego zaangażowania (różnica między wartością instrumentów nabytych i zbytych w ciągu danej sesji giełdowej);
- całkowitego zaangażowania (liczba otwartych pozycji na danym instrumencie, danej serii w przypadku instrumentów pochodnych);
- globalnego zaangażowania (liczba otwartych pozycji na wszystkich seriach danego instrumentu pochodnego).

Animator rynku może też zostać zwolniony z funkcji na okres jednej sesji przez jej przewodniczącego oraz na czas określony przez członka zarządu giełdy lub upoważnionego pracownika giełdy.

### Strony internetowe
- Animator. stockwatch.pl. [zarchiwizowane z tego adresu (2011-12-10)]. w serwisie stockwatch.pl (Tekst udostępniany przez redakcję na licencji GNU Free Documentation License 1.2)

### Regulacje
- Regulamin Giełdy, patrz rozdział VI, „Animatorzy obrotu giełdowego”
- Szczegółowe Zasady Obrotu Giełdowego, patrz rozdział IV, „Szczegółowe zasady działania animatorów rynku”
- Wymagania wobec animatorów rynku. gpw.pl. [zarchiwizowane z tego adresu (2007-07-03)].